# Saint-Sylvestre-de-Cormeilles
Saint-Sylvestre-de-Cormeilles ist eine französische Gemeinde mit 226 Einwohnern (Stand: 1. Januar 2022) im Département Eure in der Region Normandie (vor 2016 Haute-Normandie). Sie gehört zum Arrondissement Bernay und zum Kanton Beuzeville. Die Einwohner werden Saint-Siméonais genannt.

## Geografie
Saint-Sylvestre-de-Cormeilles liegt etwa 24 Kilometer nordnordwestlich von Bernay im Lieuvin. Umgeben wird Saint-Sylvestre-de-Cormeilles von den Nachbargemeinden La Chapelle-Bayvel im Norden, Épaignes im Norden und Nordosten, Lieurey im Osten, Morainville-Jouveaux im Süden, Saint-Pierre-de-Cormeilles im Südwesten sowie Cormeilles im Westen.

## Bevölkerungsentwicklung
| Jahr                       | 1962 | 1968 | 1975 | 1982 | 1990 | 1999 | 20106 | 2019 |
| Einwohner                  | 252  | 234  | 190  | 178  | 194  | 173  | 204   | 237  |
| Quellen: Cassini und INSEE |      |      |      |      |      |      |       |      |

## Sehenswürdigkeiten
- Kirche Saint-Sylvestre aus dem 19. Jahrhundert
- Kapelle Notre-Dame-des-Mares aus dem Jahre 1874
- Herrenhaus in Moulin-Clipin aus dem 16. Jahrhundert, Umbauten aus späterer Zeit
- Schloss Lislebec aus dem 17. Jahrhundert
- Mühle

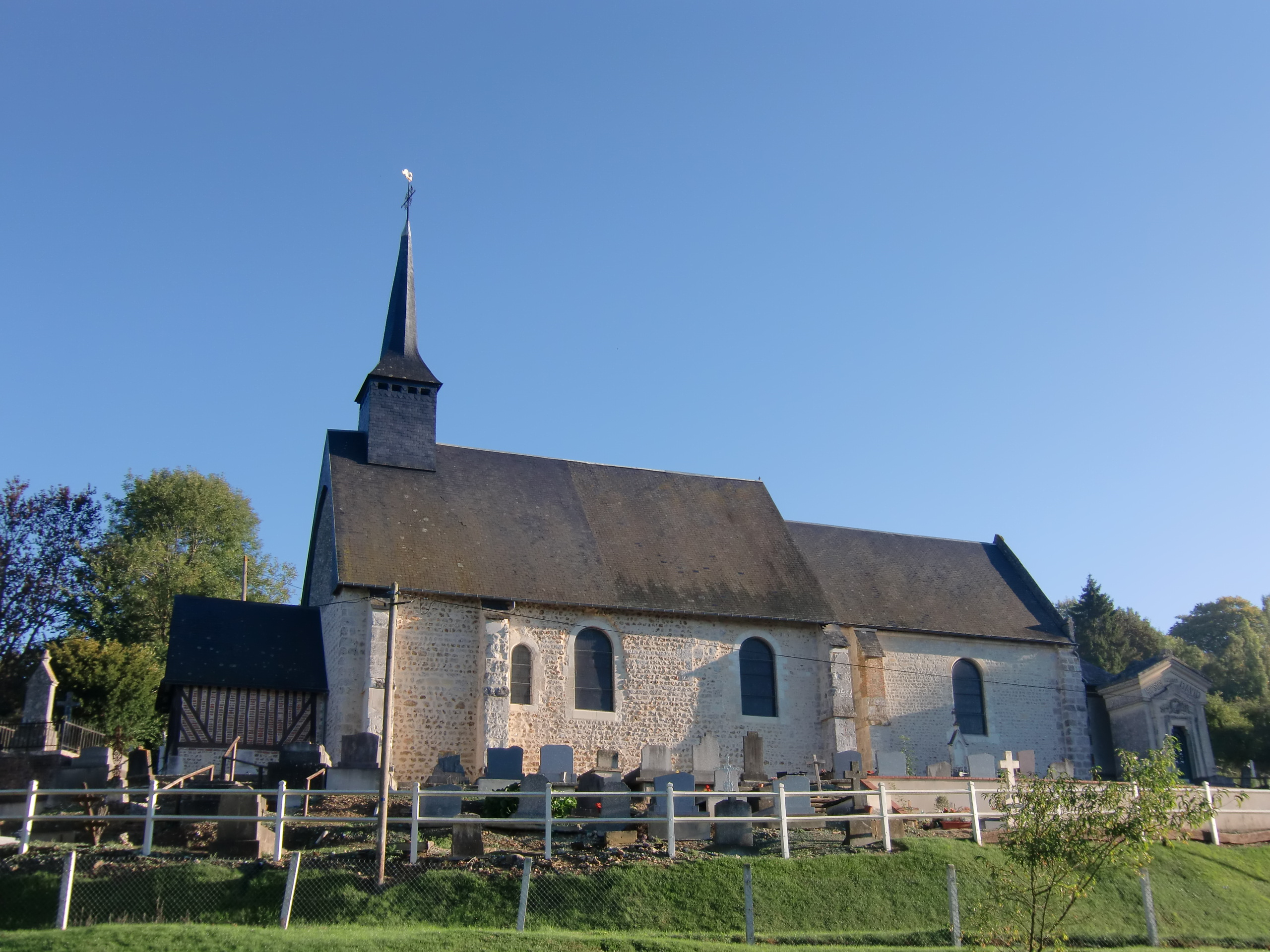
Kirche Saint-Sylvestre
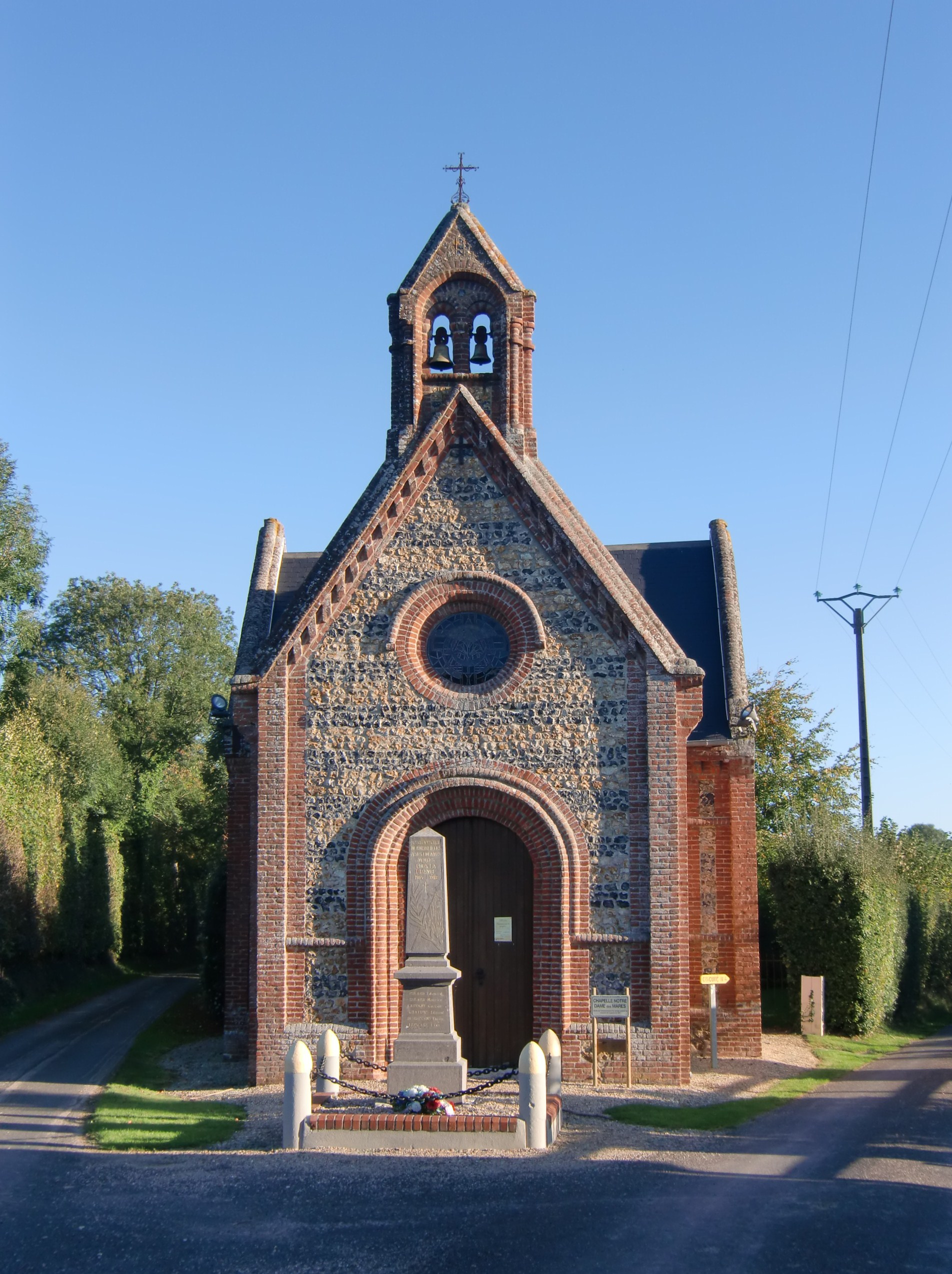
Kapelle Notre-Dame-des-Mares
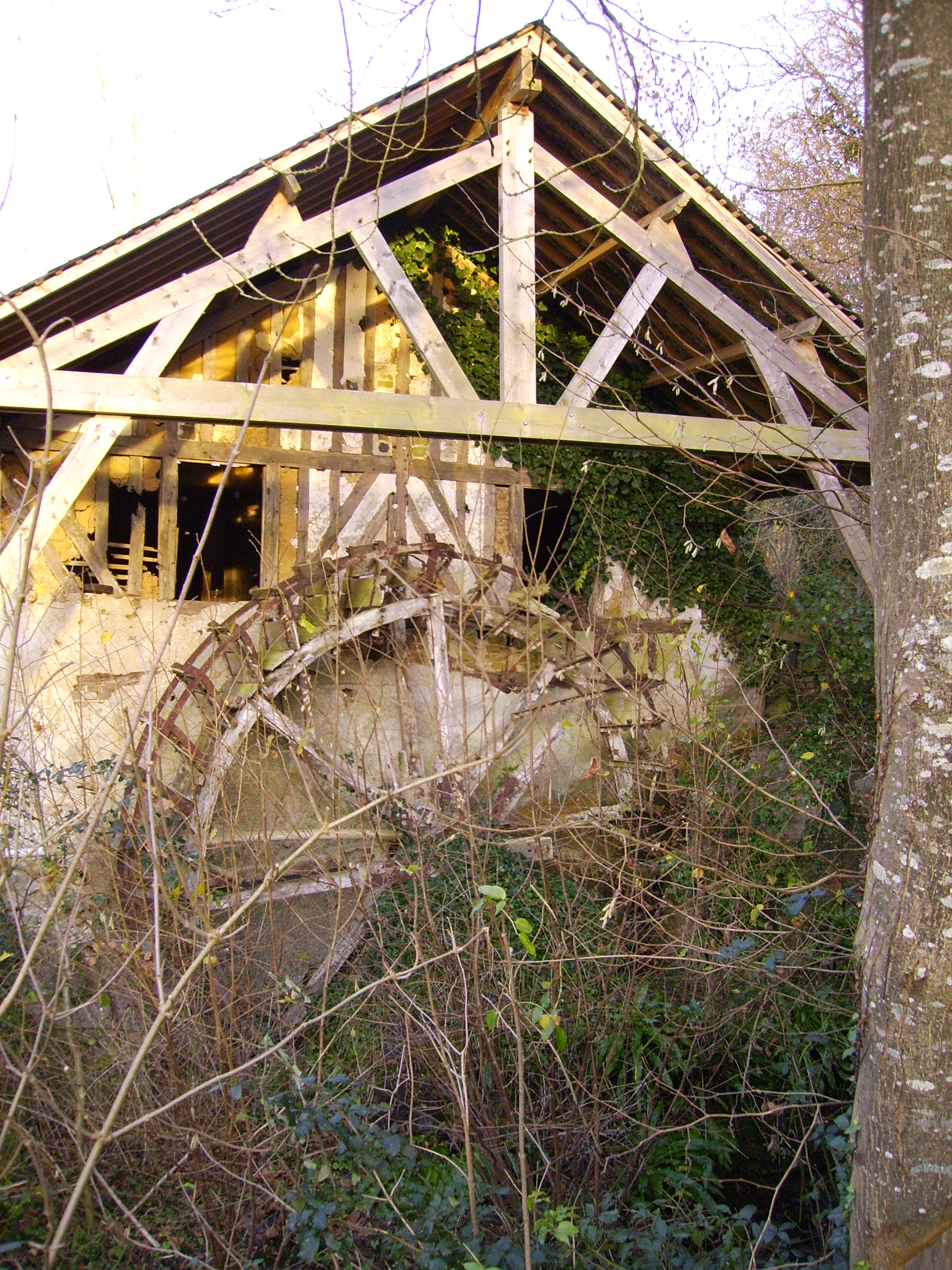
Mühle